# Giorgio (canción)

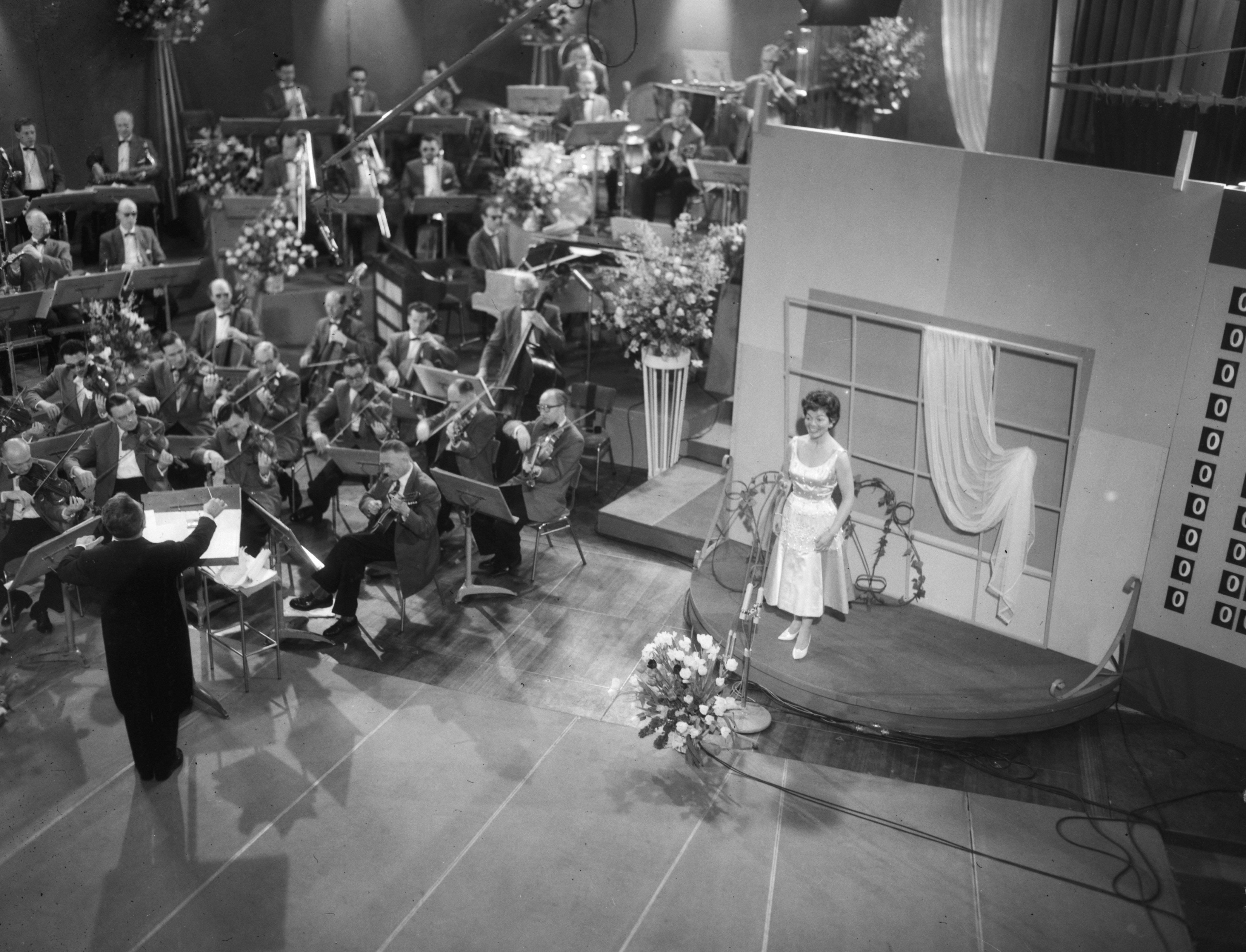
Lys Assia interpretando la canción durante un ensayo del Festival de la Canción de Eurovisión 1958.

«Giorgio» es una canción compuesta por Paul Burkhard e interpretada en alemán e italiano por Lys Assia. Se lanzó como sencillo en 1958 mediante Decca Records. Fue elegida para representar a Suiza en el Festival de la Canción de Eurovisión de 1958 tras ser seleccionada internamente por la emisora suiza SRG SSR.

## Festival de la Canción de Eurovisión 1958

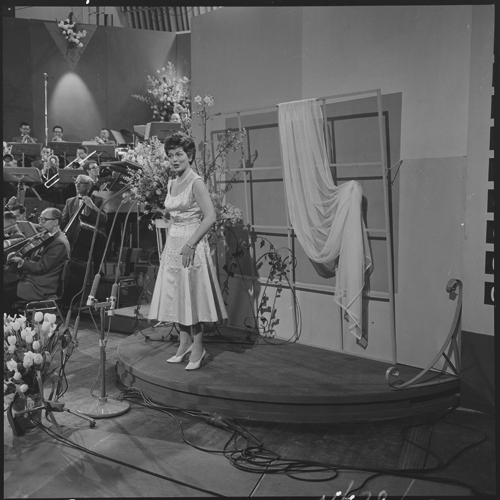
Otra toma de Lys Assia interpretando la canción durante un ensayo del Festival de la Canción de Eurovisión 1958 en Hilversum.

### Selección
«Giorgio» fue seleccionada para representar a Suiza en el Festival de la Canción de Eurovisión 1958 por la emisora suiza SRG SSR.

### En el festival
La canción participó en el festival celebrado en los estudios AVRO en Hilversum el 12 de marzo de 1958, siendo interpretada por la cantante suiza Lys Assia. La orquesta fue dirigida por Paul Burkhard.
Fue interpretada en décimo lugar, siguiendo a Austria con Liane Augustin interpretando «Die ganze Welt braucht Liebe». Al final de las votaciones, la canción recibió 24 puntos, obteniendo el segundo puesto de 10.